# Rudy Giuliani
Pour les articles homonymes, voir Giuliani.
Rudolph William Louis Giuliani III dit Rudy Giuliani, né le 28 mai 1944 à New York, est un homme politique américain.
Issu d'une famille d’origine italienne de Brooklyn, juriste de formation, il est l’une des figures du système judiciaire américain sous la présidence de Ronald Reagan, étant notamment procureur général associé des États-Unis, puis procureur fédéral à New York. Se forgeant une réputation d’« incorruptible », il fait emprisonner les dirigeants de la Pizza Connection ainsi que plusieurs personnalités.
Membre du Parti républicain, il est maire de New York de 1994 à 2001. Prônant la tolérance zéro, il parvient à réduire de façon significative la criminalité et la délinquance, qui minaient la ville avant son élection. Il est confortablement réélu en 1997. La fin de son second mandat est marquée par les attentats du 11 septembre.
Il est l'un des favoris des primaires présidentielles du Parti républicain américain de 2008, avant de se retirer et d'apporter son soutien à John McCain. En 2018, il devient juriste auprès du président Donald Trump. Il est à la pointe des contestations des résultats de l'élection présidentielle américaine de 2020 qui nie la victoire de Joe Biden, multipliant les allégations de fraude, mais les recours déposés en justice qu'il plaide parfois en personne sont quasiment tous rejetés, ce qui échauffe les partisans de Trump réunis devant la Maison-Blanche le 6 janvier 2021, en prélude à l'attaque du Capitole. Il se déclare en faillite en décembre 2023.

## Situation personnelle

### Famille et études
Giuliani est né dans une famille catholique de Brooklyn, l'un des cinq arrondissements de la ville de New York, et a grandi à Garden City, sur l'île de Long Island. Ses deux parents sont enfants d'immigrants italiens. Son père, Harold Giuliani, un plombier, a été condamné pour vols et fait plusieurs séjours à la prison de Sing Sing. Après sa libération, il est engagé comme garde du corps de son beau-frère, Leo D'Avanzo, un petit délinquant de la mafia new-yorkaise.
Rudy Giuliani fait ses études de sciences politiques au Manhattan College avant de poursuivre en droit à l'université de New York, où il est diplômé en 1968[réf. nécessaire].

### Vie privée
En 1984, Rudy Giuliani épouse Donna Hanover, avec qui il a deux enfants. Le couple divorce en 2002 et il se marie avec Judith Nathan l’année suivante.

## Carrière professionnelle

### Ascension et premiers succès
Il commence sa carrière professionnelle comme clerc auprès du juge Lloyd Francis MacMahon (en), dans le district sud de New York. Il entre au bureau du procureur fédéral en 1970. Âgé de 29 ans, il est nommé chef du bureau chargé des stupéfiants.
En 1975, il part à Washington, D.C. et est nommé, durant la présidence de Gerald Ford, assistant du procureur général adjoint des États-Unis (Associate Deputy Attorney General). À ce poste, il connaît ses premiers succès publics, notamment lors de la condamnation pour corruption du représentant Bertram L. Podell (en). De 1977 à 1981, durant la présidence de Jimmy Carter, Giuliani est membre du cabinet juridique Patterson, Belknap, Webb and Tyler.

### Procureur général associé des États-Unis
Quand les Républicains reviennent à la Maison-Blanche, en 1981, Giuliani est nommé procureur général associé des États-Unis (Associate Attorney General), numéro trois du département de Justice, où il supervise un grand nombre d'administrations fédérales comme le département des drogues et les marshals fédéraux.

### Procureur fédéral du district sud de New York
En 1983, Rudy Giuliani est nommé U.S. Attorney (en) (procureur fédéral) du district sud de New York. C'est à ce poste qu'il poursuit avec succès des personnalités financières de Wall Street. Ainsi, Marc Rich est poursuivi par Giuliani pour évasion fiscale et pour commerce illégal avec l'Iran. Rich fuit les États-Unis pour s'installer en Suisse et est finalement gracié par Bill Clinton au dernier jour de son mandat en 2001.
Rudy Giuliani ne rencontre pas que des succès et il est accusé de faire de la justice spectacle et de procéder à des arrestations en dépit du manque d'éléments à charge. Cependant, les réussites de sa lutte contre la corruption, les trafiquants de drogue, le crime organisé et les criminels en col blanc sont vite reconnues et en peu de temps, 4 152 affaires sont jugées avec condamnations à la clé (contre 25 cas de relaxe).
Qualifié d'incorruptible, il fait emprisonner en 1985 les responsables de la Pizza Connection, une organisation de trafic d'héroïne, ainsi que plusieurs hommes d’affaires travaillant à Wall Street. Il fait également poursuivre et condamner un ami et contributeur financier de son allié politique Alfonse D'Amato, sénateur de New York au Congrès des États-Unis, en dépit des pressions de ce dernier pour enterrer l'affaire.

## Parcours politique

### Débuts
Dans sa jeunesse, il s'enregistre chez les Démocrates, puis rejoint les Indépendants et enfin les Républicains, un mois après l'élection de Ronald Reagan à la présidence.
En 1989, Rudy Giuliani est le candidat du Parti républicain aux élections à la mairie de New York. La ville compte alors une majorité de Noirs et d'Hispaniques, et les foyers aisés ont généralement déménagé dans les banlieues, fuyant Manhattan et Brooklyn, où règne l’insécurité. Rudy Giuliani obtient finalement 47,8 % contre 50,4 % pour son adversaire Démocrate, un Afro-américain issu d’Harlem, David Dinkins, qui l’emporte ainsi avec quelque 47 000 voix d’écart sur près de deux millions de bulletins exprimés.

### Maire de New York

#### Première élection
Rudy Giuliani se présente de nouveau à la mairie de New York en 1993. Alors que des quartiers à Lower Manhattan, à Harlem ou dans le Bronx ont continué de se dégrader sur fond de tensions raciales (avec par exemple les émeutes de Crown Heights) et de consommation de crack, il met en avant la lutte contre la criminalité, avec la promesse de « nettoyer » une ville devenue l’une des plus dangereuses métropoles au monde. Il insiste également sur les thématiques économiques et sociales (même si une reprise a commencé) dans une ville où un million d’habitants vit de prestations sociales.
Candidat à sa réélection, David Dinkins reçoit le soutien appuyé du président Bill Clinton. Mais, alors qu’il avait suscité un grand espoir parmi son électorat au moment de son élection, il a déçu et doit gérer des critiques émanant de son propre parti. Il accuse ses détracteurs de racisme.
Le 2 novembre 1993, Rudy Giuliani est élu avec 50,9 % des suffrages exprimés et 53 000 voix d’avance sur David Dinkins, qui recueille 48,0 %. C’est la première fois au cours du XXe siècle qu’un maire de New York briguant un second mandat est battu. Comme quatre ans plus tôt, le candidat Républicain est largement en tête dans les arrondissements de Queens et Staten Island et devancé à Manhattan, dans le Bronx et à Brooklyn (mais avec une marge moins importante, notamment à Brooklyn).

#### Baisse de la criminalité

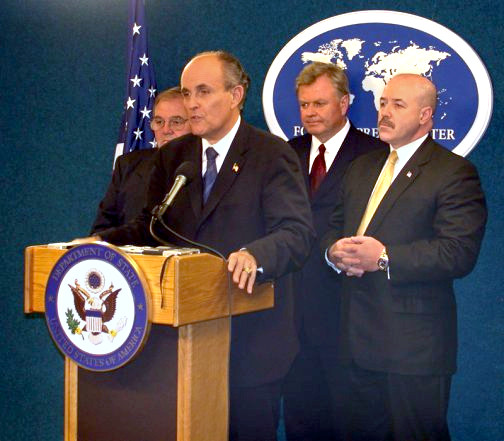
Rudy Giuliani, le 10 septembre 2002.

Pour lutter contre l’insécurité, Rudy Giuliani prône la tolérance zéro et s’appuie sur la théorie de la vitre brisée, qui pose le principe suivant : « Si la vitre brisée d’un immeuble n’est pas réparée, toutes les autres fenêtres seront bientôt cassées. […] Une fenêtre non réparée envoie le signal que personne n’a rien à faire de la situation et que casser plus de fenêtres ne coûte rien ».
La criminalité, la délinquance et les tensions intercommunautaires ont diminué à New York pendant ses mandats de maire. Entre 1993 et 1998, le nombre de meurtres par an a été divisé par plus de trois, alors que le taux de délinquance ordinaire s'effondrait et que la prostitution était éradiquée de Times Square. Ces résultats ont été vus comme la conséquence (liste non classée par ordre d'influence) : 
- d'un travail concerté des diverses institutions municipales, en particulier des écoles ;
- de la baisse du chômage ;
- d'une répression plus forte (notamment contre les trafiquants en tout genre, les réseaux de prostitution et le crime organisé) ;
- de la réhabilitation des quartiers du nord de Manhattan, comme Harlem ;
- de la « tolérance zéro » (sanction au premier délit même mineur) ;
- de l'omniprésence de la police (passant de 27 000 éléments en 1990 à 39 000 en 1999[6]) et de l'intégration des minorités ethniques dans les forces de l'ordre ;
- de la légalisation de l'avortement en 1973 à la suite de l'arrêt Roe v. Wade[7].

Les détracteurs de Giuliani lui ont reproché son autoritarisme, sa politique brutale de tolérance zéro, au risque, selon eux, d'emprisonner des innocents, de menacer les libertés civiles dont celles des minorités ethniques (la ville a été poursuivie une douzaine de fois pour violation du premier amendement) ou encore d'aseptiser la cité.
William Bratton, chef de la police de New York entre 1994 et 1996, porte en grande partie la réussite de la baisse de la criminalité. À son arrivée, la violence était endémique et une partie des forces de police était corrompue. C'est lui qui a imaginé et mis en pratique la théorie de la « vitre cassée » et créé un programme informatique qui identifie des points sensibles où les patrouilles de police deviennent plus présentes ; il a notamment aidé à ce que Manhattan redevienne fréquentable, y permettant le retour du tourisme de masse.

#### Politique envers les sans-abris
Durant ses mandats, le maire a décrété que les sans abris ne pourraient plus trouver refuge gratuitement et exigé que les demandeurs d’abri fassent l’objet d’une évaluation obligatoire pour trouver du travail. Dans son livre Leadership, Rudy Giuliani écrit que sa réforme du système d’assistance sociale a occasionné une réduction du budget pour les aides sociales d’environ 60 % et que la municipalité s’était efforcée de « faire des révisions et examens afin d’éviter toute fraude ».

#### Politique urbaine
Rudy Giuliani a imposé également des normes strictes en matière d'aménagement urbain. On lui doit la transformation de Times Square d'un quartier touristique bas de gamme en un quartier plus chic, familial et en un haut lieu du monde des affaires et des spectacles.

#### Communication politique
Dès son élection, Rudy Giuliani commence à effectuer des conférences de presse hebdomadaires depuis les marches du City Hall et à participer à des émissions télévisées new-yorkaises populaires comme le Late Show, animé par David Letterman.
En 1999, il menace de couper les subventions au Brooklyn Museum s'il ne remplace pas un tableau qu'il juge insultant pour les chrétiens. Il reçoit le soutien de groupes religieux, avec lesquels il n'était pourtant pas toujours en bon termes. Rudy Giuliani est cependant désavoué par les tribunaux.

#### Impact du 11 septembre 2001

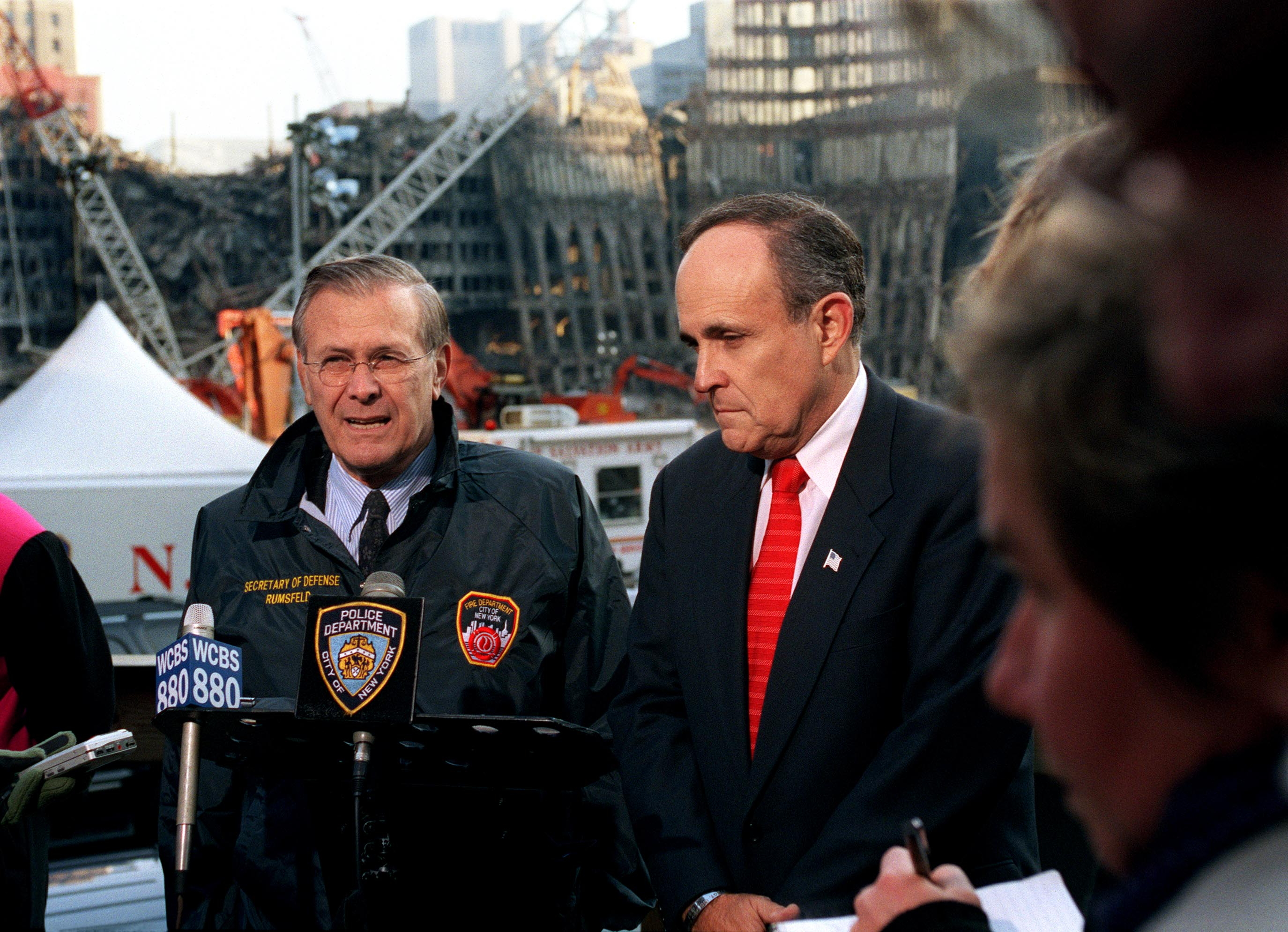
Le secrétaire américain à la Défense Donald Rumsfeld et Rudy Giuliani sur le site du World Trade Center à Manhattan, le 14 novembre 2001.

Il est encore maire de la ville quand surviennent les attentats du 11 septembre 2001 contre les tours jumelles du World Trade Center. Son action est très appréciée et louée pour l'organisation des secours, et son leadership est reconnu. Surnommé « maire de l'Amérique », il est choisi comme homme de l'année 2001 par le Time Magazine. Il contribue largement à la victoire de son successeur à la mairie de New York, le Républicain Michael Bloomberg.

### Sur le plan national
Réélu à la mairie de New York en 1997 avec 58 % des suffrages contre 40 % pour la Démocrate Ruth Messinger, Rudy Giuliani songe à se présenter aux élections sénatoriales de 2000 pour succéder au Démocrate Daniel Patrick Moynihan, non-candidat à sa succession. Favori des sondages, il a pour adversaire Hillary Clinton, mais le 19 mai 2000, il annonce qu'il est atteint d'un cancer de la prostate et doit renoncer à l'élection pour se faire soigner. Parallèlement, l'annonce de sa liaison avec Judith Nathan alors qu'il est toujours marié est habilement exploitée par ses détracteurs politiques de tous bords.
Durant quatre ans après avoir quitté la mairie de New York, Rudy Giuliani se consacre essentiellement à sa carrière d'homme d'affaires. En 2004, après restructuration de son capital, sa société devient la Giuliani Capital Advisors LLC, société de conseil en fusion, acquisition, restructuration et stratégie. C'est alors qu'il mène activement campagne pour George W. Bush lors de l'élection présidentielle de 2004. Pressenti pour le poste de secrétaire à la Sécurité intérieure, il recommande à sa place son ancien chef de la police de New York, Bernard Kerik (en), lequel renonce finalement au poste.
Un sondage réalisé en 2005 évalue sa popularité chez les Républicains à 63 % d'opinions positives contre 17 % de négatives et en 2006, il est pressenti pour se présenter contre Hillary Clinton ou pour prendre la succession de George E. Pataki au poste de gouverneur de l'État.
En 2008, il est l'un des prétendants Républicains à l'élection présidentielle américaine. Sa position pro-choice — favorable au droit à l'avortement — qu'il a tenté de nuancer pour courtiser l'électorat chrétien évangélique, est l'un de ses handicaps. Il a également désavoué sa propre politique en matière de contrôle des armes. Il appuie les groupes pro-choix, ce qui pose un problème aux Républicains conservateurs. Menant campagne pour la primaire de Floride, il fait l'impasse au début de l'année sur le caucus de l'Iowa et les premières primaires, notamment dans le New Hampshire et la Caroline du Sud où se détachent les candidatures de John McCain, Mitt Romney et Mike Huckabee. Il perçoit ces États comme trop conservateurs et peu sensibles à son positionnement plutôt progressiste sur les questions de société. Il parie aussi sur l'affaiblissement et l'effondrement réciproque de ses adversaires au cours de primaires, qu'il considère comme mineures, préférant se concentrer sur un État important, pourvoyeur de nombreux délégués à la Convention Républicaine. Bien qu'ayant commencé la campagne en tant que favori du camp Républicain, l'émergence de McCain et de Romney et sa relative discrétion finissent par lui faire perdre sa position de favori. Après avoir dominé les sondages lors des primaires de Floride, il n'arrive qu'en troisième place, avec seulement 15 % d'intentions de vote, à quelques jours du scrutin, et en quatrième place au niveau national. Sa stratégie est alors qualifiée de perdante, notamment par le tabloïd conservateur New York Post. Au lendemain de la primaire républicaine de Floride du 29 janvier, où il ne termine qu'à la troisième place avec 15 % des voix derrière McCain (36 %) et Romney (31 %), l'ancien maire de New York se retire et apporte son soutien à McCain.

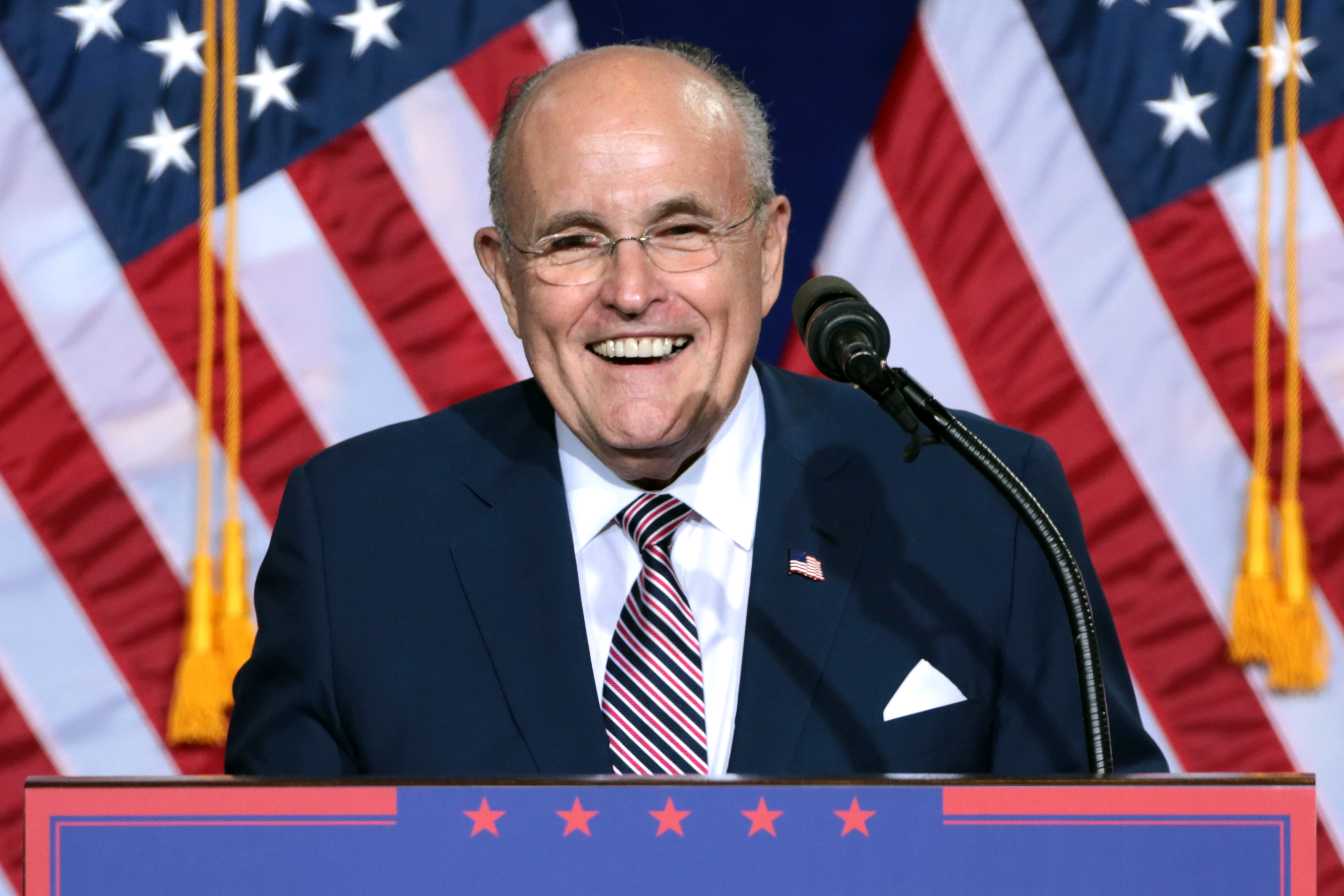
Rudy Giuliani en campagne à Phoenix, dans l'Arizona, pour Donald Trump et Mike Pence, en septembre 2016.

Après cet échec, Rudy Giuliani est un moment encore pressenti pour postuler au poste de gouverneur de New York, mais il décide finalement de se consacrer essentiellement à ses activités commerciales et, en 2011, il annonce qu'il ne postulera pas à l'élection présidentielle de 2012. Il ne continue pas moins de prendre ouvertement position contre les Démocrates, n'hésitant pas à fustiger le président Barack Obama.
Il est considéré[Par qui ?] comme un « lobbyiste » de l'Organisation des moudjahiddines du peuple iranien, de laquelle il a reçu entre 25 000 et 40 000 dollars, et dont il réclame le retrait de la liste des organisations terroristes du département d'État américain.

#### Soutien de Donald Trump
En 2016, il apporte officiellement son soutien à Donald Trump, se démarquant d'un certain nombre de représentants de son parti, qui dénoncent le populisme de celui-ci,. Trump étant élu, Giuliani est un temps pressenti comme secrétaire à la Justice dans la nouvelle administration Républicaine. Le 10 novembre 2016, l'ancien maire de New York affirme ne pas exclure l'éventualité de poursuites judiciaires contre l'adversaire défait par Trump à l'élection présidentielle, Hillary Clinton, mettant en avant le fait qu'elle « n'a jamais fait l'objet d'une enquête pour des centaines de millions de dollars » qu'elle aurait selon lui détournés de la Fondation Clinton.
En janvier 2017, il est nommé Conseiller en sécurité informatique du président Donald Trump. Également son avocat personnel, il intervient notamment à la suite de l'élection présidentielle de 2020 et de la défaite du président sortant face à Joe Biden en défendant la thèse complotiste selon laquelle le scrutin a été truqué en faveur du candidat Démocrate. Ses conférences de presse, d'abord sur le parking d'un magasin de jardinage, puis au siège du Parti républicain, provoquent l'étonnement des journalistes. En novembre et décembre 2020, il est à la pointe des contestations des résultats de l'élection présidentielle américaine de 2020, multipliant sans preuve les allégations de fraude, développant des théories complotistes, plaidant lui-même certains recours en justice, lesquels sont tous rejetés. Le 6 janvier 2021 à Washington D.C., alors que le Congrès des États-Unis se réunit au Capitole pour certifier la victoire de Joe Biden, il fait partie des orateurs du rassemblement baptisé Save America, devant la foule de partisans de Donald Trump. Il dit notamment : « Ces dix prochains jours, nous allons voir ces machines à voter traficotées, et ces bulletins de votes frauduleux. Si nous nous trompons, nous serons ridiculisés, mais si nous avons raison, ils seront nombreux à aller en prison. Il nous faut un jugement par combat ! ». Son discours, comme ceux de Donald Trump et de ses fils, prélude à l'assaut du Capitole par les partisans de Trump.
Le 11 janvier 2021, la New York State Bar Association (en) annonce qu'elle tient Rudy Giuliani co-responsable, avec Donald Trump, des troubles qui ont eu lieu au Capitole le 6 janvier précédent et annonce vouloir examiner la possibilité de radier Giuliani de sa liste de membres. Après l'élection présidentielle, Giuliani a accusé à de multiples reprises la société Dominion Voting Systems d'avoir participé à une fraude électorale de grande ampleur destinée à priver Donald Trump de sa victoire ; le 25 janvier 2021, Dominion annonce avoir déposé devant la justice fédérale une plainte en diffamation contre Giuliani et lui réclame 1,3 milliard de dollars au titre de dommages et intérêts pour le préjudice qu'elle aurait subi.
Le 24 juin 2021, la cour d'appel de New-York, instance chargée notamment de traiter des procédures disciplinaires à charge des avocats inscrits au barreau de l'État, suspend temporairement la licence d'avocat de Giuliani en attendant qu'il soit statué définitivement sur son cas. Cette procédure fait suite à une action intentée contre Giuliani par le sénateur démocrate Brad Hoylman (en). La juridiction estime que, dans sa défense de Donald Trump, Giuliani a avancé à de multiples reprises des affirmations fausses au sujet de prétendues fraudes électorales, en violation du code de conduite des avocats. Le 7 juillet 2021, une cour d’appel fédérale suspend sa licence d’avocat pour Washington D.C. à la suite de la suspension encourue à New-York. En janvier 2022, la commission parlementaire chargée de l'enquête sur les événements du 6 janvier 2021 l'assigne à comparaître. Il est inculpé en août 2023.
En décembre 2023, une ancienne employée du scrutin et sa fille poursuivent Rudy Giuliani pour de fausses allégations sur leur rôle dans la fraude électorale. Toutes deux réclament entre 15 et 43 millions de dollars de dommages émotionnels. Le 15 décembre, Giuliani est condamné à payer au total plus de 148 millions de dollars (135 millions d’euros environ). Il annonce faire appel, mais en tout état de cause, il apparaît comme probablement déjà ruiné à ce moment. Il se déclare en faillite en décembre 2023 en affichant 500 millions de dollars de dettes. Le Président Donald Trump organise alors plusieurs collectes de fonds au profit de Rudy Giuliani.
Le 2 juillet 2024, Rudy Giuliani est radié du barreau de l'État de New York, pour ses efforts visant à renverser l'élection présidentielle américaine de 2020.

## Filmographie

### Apparitions
- 1993 : Seinfeld, épisode The Non-Fat Yogurt
- 2000 : New York, police judiciaire, épisode Endurance
- 2003 : Self Control
- 2020 : Borat, nouvelle mission filmée, réalisé par Jason Woliner

### Biopic
- 2003 : Rudy: The Rudy Giuliani Story, joué par James Woods.
- 2020 : Fear City: New York vs The Mafia[36].

### Télévision
- 2004 : Les Simpson, épisode Allocutions familiales : Homer tient un portrait de Rudy Giuliani.
- 2018 : Saturday Night Live[37],[38].
- 2019 : South Park, épisode Season Finale.
- 2023 : Painkiller (série télévisée).

### Documentaire
- 2006 : Giuliani Time, de Kevin Keating.